# Vrchpodžiar
Vrchpodžiar je horské sedlo v pohoří a geomorfologickém podcelku Krivánská Fatra v Národním parku Malá Fatra na Slovensku. Nachází se ve výšce 745 m n. m. nad osadou Štefanová v Nové dolině, která je částí Štefanovské kotliny, resp. Vrátné doliny, na území obce Terchová v okrese Žilina a v Žilinském kraji.

## Popis
Vrchpodžiar je turisticky zajímavé sedlo na hřebeni mezi masivy hor Veľký Rozsutec (1610 m n. m.), resp. Poludňovými skalami, a Boboty (1085 m n. m.). Tvoří tak přechod z Nové doliny do oblasti soutěsek Jánošíkovy diery u turistického rozcestníku Podžiar. Patří do povodí řeky Varínka, kde voda z jižní části odtéká Kremenným potokem a voda ze severní části Hlbokým potokem.

## Geologie
Sedlo má hladký travnatý povrch a je tvořeno deluvialními (svahovými) půdními sedimenty a také svahovinami, sutěmi a zvětralinami.

## Flora
Vrchpodžiar byl v minulosti odlesněn a je pokryt horskými loukami, které jsou produktem minulého i současného pastevectví.

## Turistické trasy
Křižují se zde značené turistické trasy:
- Náučný chodník Diery
- Žlutá, modrá a zelená turistická trasa

## Další informace
V případě nepřízně počasí může být Vrchpodžiar nepřístupný.

## Galerie

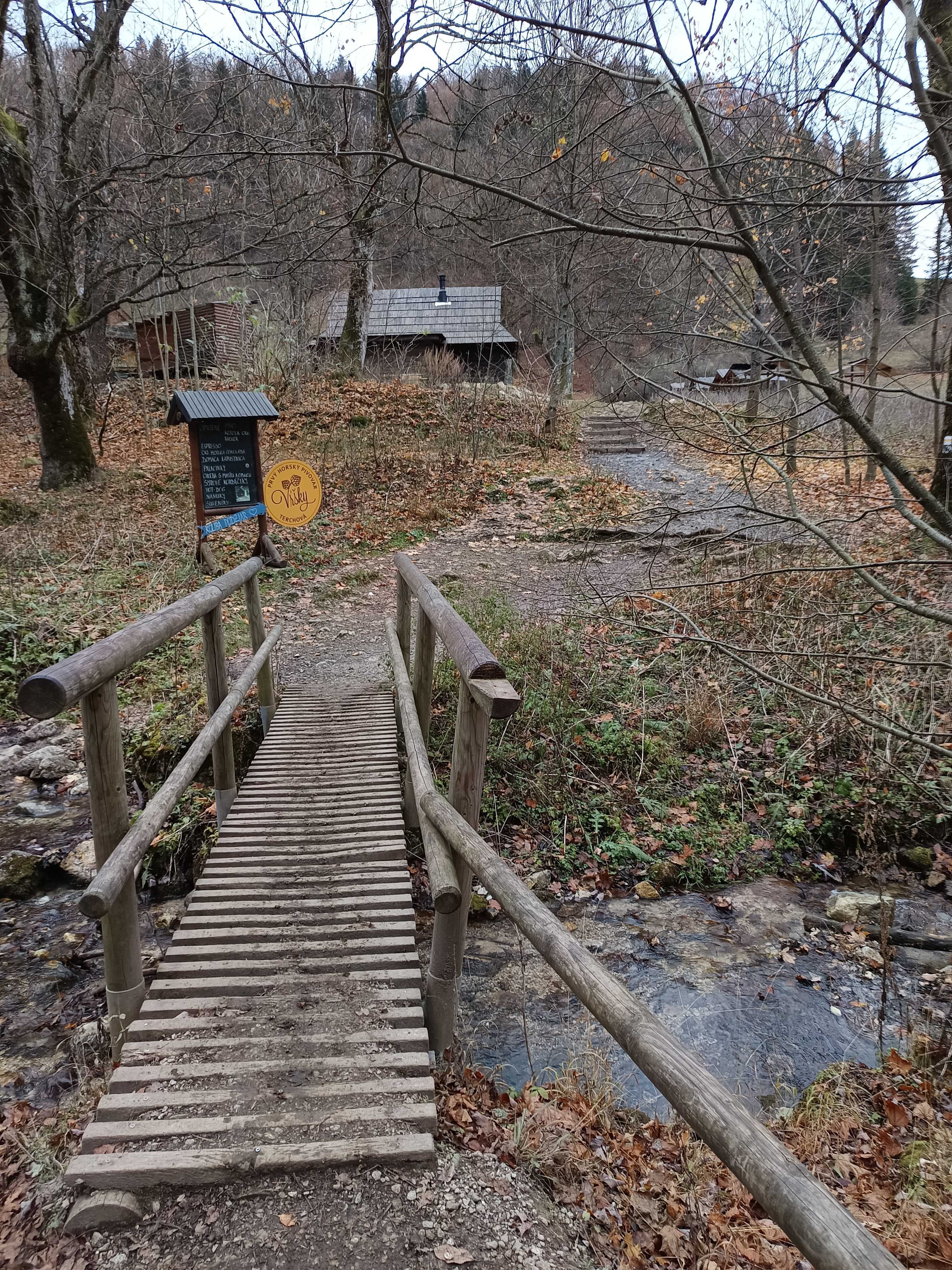
Lávka přes Hlboký potok
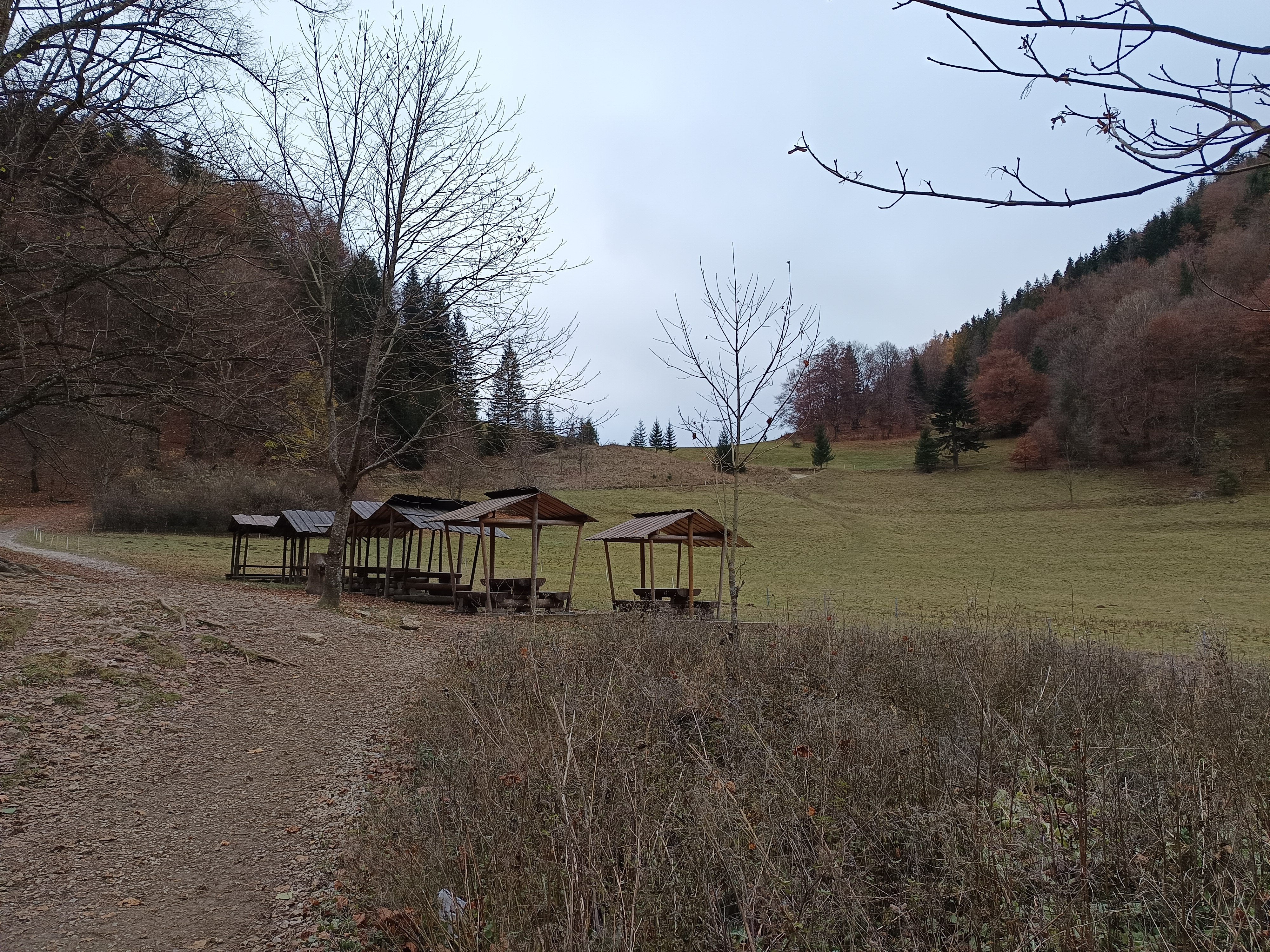
Posezení pod kopcem
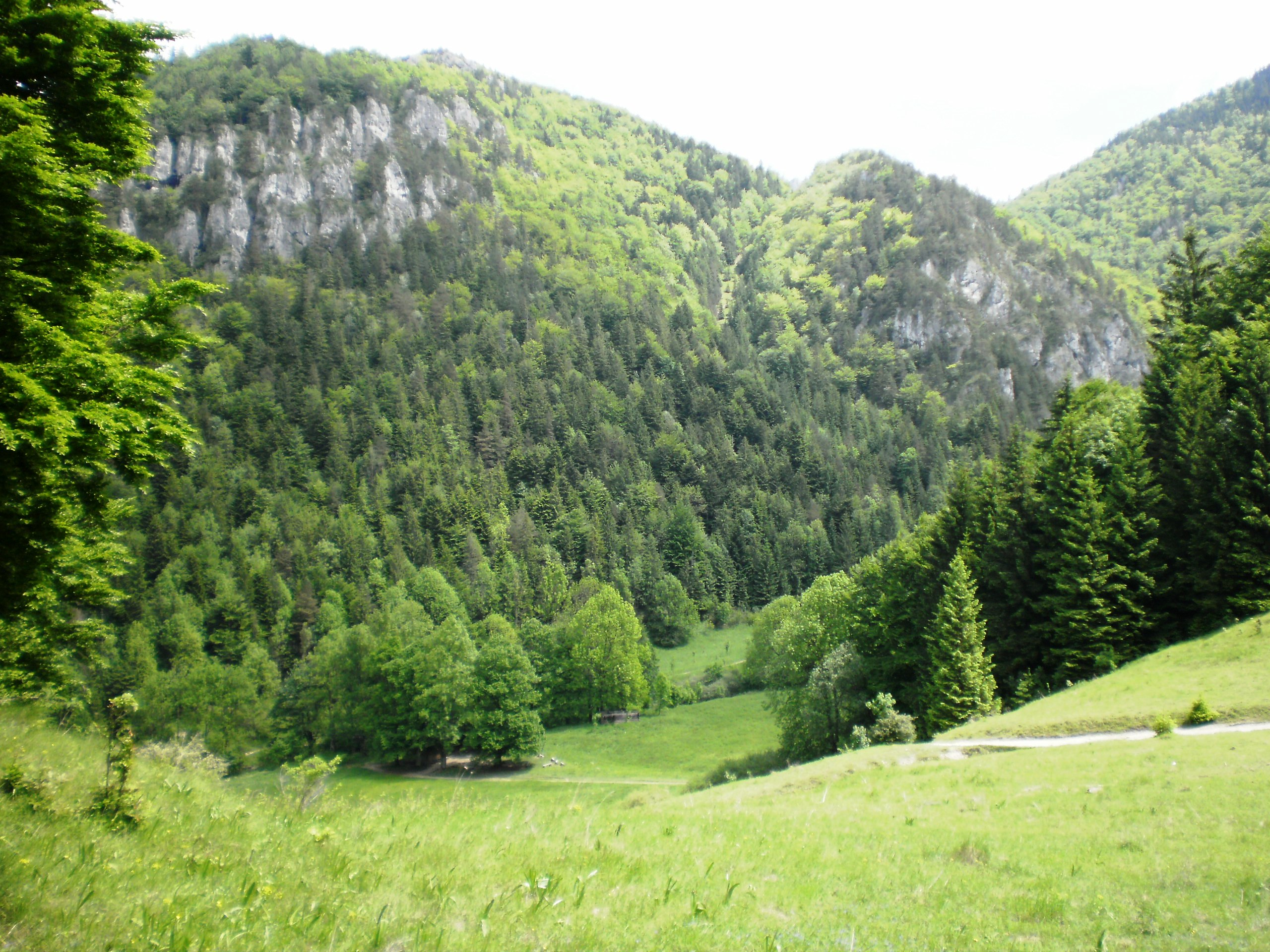
Výhled z vrcholu do doliny